# Mendoncia rosea
Mendoncia rosea är en akantusväxtart som beskrevs av Emery Clarence Leonard. Mendoncia rosea ingår i släktet Mendoncia och familjen akantusväxter. Inga underarter finns listade i Catalogue of Life.